# Station Warmenhuizen
Station Warmenhuizen is een voormalig spoorwegstation bij Warmenhuizen in de Nederlandse provincie Noord-Holland.

## Historie
Toen in 1913 de tramlijn Alkmaar - Schagen werd geopend kwam er ook langs Warmenhuizen een station ten behoeve van de 
Alkmaarse groenteveiling. Na 1933, 20 jaar na de opening, werd Warmenhuizen het eindpunt van de lijn. Toen in 1947 het personenvervoer gestaakt werd werd het station een soort goederenoverslag.

## Dienstregeling
In 1913 werd Warmenhuizen 14 keer per dag (7 keer heen, 7 keer terug) bediend door de tram die 9 keer reed. De overige 2 hadden Schoorl als eindbestemming ten behoeve van het toerisme. In 1914 kwam daar nog 2 keer in elke richting bij. In 1933 werd Warmenhuizen het begin- en eindpunt van elke tram.